# Чистец узколистный
Чистец узколистный (лат. Stáchys angustifolia) — вид многолетних травянистых растений рода Чистец (Stachys) семейства Яснотковые (Lamiaceae).

## Распространение и экология
Распространён на Балканском полуострове, в Румынии, Молдове, на юге Украины, в Малой Азии и на юге европейской части России.
Растёт в степях и по скалистым склонам.

## Ботаническое описание
Стебли, тонкие, приподнимающиеся, многостебельные, прутьевидные, удлинённо и сжато ветвистые, голые, высотой 40—60 см. Нижние листья узколинейно-ланцетные, перисто-раздельные или раздельные на линейные доли; остальные листья линейные, цельные; прицветные листья равны цветкам, все сидячие. Соцветие длинное, колосовидное; прицветники щетиновидные, длиной 1—2 мм; чашечка колокольчатая, с ланцетными зубцами; венчик пурпурный или беловатый, реже желтоватый.

## Классификация

### Таксономия
Вид Чистец узколистный входит в род Чистец (Stachys) подсемейства Яснотковые (Lamioideae) семейства Яснотковые (Lamiaceae) порядка Ясноткоцветные (Lamiales).
|  |                                      |  |                                                             |                                                             |                      |  | ещё около 20 семейств (согласно Системе APG II) | ещё около 20 семейств (согласно Системе APG II) |                         |  |  |  | ещё около 35 родов  | ещё около 35 родов     |  |  |
|  |                                      |  |                                                             |                                                             |                      |  | ещё около 20 семейств (согласно Системе APG II) | ещё около 20 семейств (согласно Системе APG II) |                         |  |  |  | ещё около 35 родов  | ещё около 35 родов     |  |  |
|  |                                      |  |                                                             | порядок Ясноткоцветные                                      |                      |  |                                                 |                                                 | подсемейство Яснотковые |  |  |  |                     | вид Чистец узколистный |  |  |
|  |                                      |  |                                                             | порядок Ясноткоцветные                                      |                      |  |                                                 |                                                 | подсемейство Яснотковые |  |  |  |                     | вид Чистец узколистный |  |  |
|  | отдел Цветковые, или Покрытосеменные |  |                                                             |                                                             | семейство Яснотковые |  |                                                 |                                                 | род Чистец              |  |  |  |                     |                        |  |  |
|  | отдел Цветковые, или Покрытосеменные |  |                                                             |                                                             |                      |  |                                                 |                                                 |                         |  |  |  |                     |                        |  |  |
|  |                                      |  | ещё 44 порядка цветковых растений (согласно Системе APG II) | ещё 44 порядка цветковых растений (согласно Системе APG II) |                      |  |                                                 | ещё 7 подсемейств                               | ещё 7 подсемейств       |  |  |  | ещё более 300 видов |                        |  |  |
|  |                                      |  |                                                             | ещё 44 порядка цветковых растений (согласно Системе APG II) |                      |  |                                                 |                                                 | ещё 7 подсемейств       |  |  |  |                     |                        |  |  |